# Lab RTVE
Lab RTVE o «El Laboratorio de Innovación Audiovisual de RTVE» es un departamento perteneciente al grupo Radio Televisión Española S.A. En este departamento buscan formas creativas y novedosas con las que contar las cosas. Su finalidad es innovar, divertir e informar.

## Historia
El «Laboratorio de Innovación audiovisual» de RTVE se crea en el año 2011. Tiene como objetivo explorar las nuevas formas de narración exclusivamente en internet. Está formado por un equipo multidisciplinar integrado por periodistas, diseñadores, realizadores y desarrolladores web.  
El «lab RTVE» desde su creación, ha trabajado en decenas de proyectos relacionados con el periodismo de datos, gráficos,  y reportajes interactivos. Ha recibido diversos premios del sector, entre los que destacan varios Lovie Awards, concedidos por la International Academy of Digital Arts & Sciences; o más recientemente obtuvieron un premio de oro y dos de bronce en «Los premios de diseño periodístico ÑN2019» 
Tienen como reto profundizar en el género webdoc, el documental creado para internet.   
Actualmente Miriam Hernanz es la subdirectora de este departamento que está "unido" con PlayZ